# GNU Smalltalk
 (février 2024).
GNU Smalltalk est une implémentation libre de Smalltalk, un langage de programmation orientée objet. GNU Smalltalk fait partie du projet GNU. Il est multiplate-forme.

## Description
GNU Smalltalk implémente le langage Smalltalk-80.
Il peut être utilisé comme langage de script. Il est accédé via un interpréteur en ligne de commande. La machine virtuelle est équipée d'un ramasse-miettes qui gère automatiquement la mémoire.
GNU Smalltalk donne accès à plusieurs bibliothèques logicielles libres :
- SQLite pour les bases de données
- SDL pour le son et la vidéo
- Cairo pour les graphismes
- GNU gettext pour l'internationalisation
- Seaside, un framework web[1].

Il fournit un outil capable de générer automatiquement de la documentation à partir du code source. Un mode Emacs permet d'obtenir des fonctionnalités spécifiques, par exemple la coloration syntaxique, diverses aides à l'édition, et un accès à la machine virtuelle. Le framework de test SUnit s'intègre à GNU Smalltalk, il permet au développeur de faire des tests unitaires.
GNU Smalltalk est un logiciel libre. La machine virtuelle est diffusée selon les termes de la licence GNU GPL. La bibliothèque de classes est diffusée selon les termes de la licence GNU LGPL.